# Riding Around the Park
Riding Around the Park, è il primo album degli Hawk Nelson e fu pubblicato il 1º gennaio 2000 (in nord America). Quando fecero l'album, la band si chiamava SWISH.

## Tracce
1. Tomorrow May Not Come – 5:00
2. Nursery Rhyme – 3:53
3. Tragic Go Cart Scene – 2:07
4. Anthrax – 7:20
5. Song Number Six – 6:29
6. Scape Goat – 2:51
7. Chronic – 3:11
8. Be Here
9. Playing in the Field – 3:22
10. The Everyday Life of a Modern Young Girl – 8:01
11. Shaker – 9:59

## Formazione della band
- Jason Dunn - voce
- Dave Clark - Chitarra
- Matt Paige - batteria